# Thaumatodon hystricelloides
Thaumatodon hystricelloides é uma espécie de gastrópode  da família Endodontidae.
Apenas pode ser encontrada em Samoa.